# Повіт Хіґасі-Сіракава
Пові́т Хіґа́сі-Сірака́ва (яп. 東白川郡, ひがししらかわぐん, МФА: [çigaɕi̥ ɕiɾakawa guɴ]) — повіт в префектурі Фукусіма, Японія. 